# Polen (Ethnie)

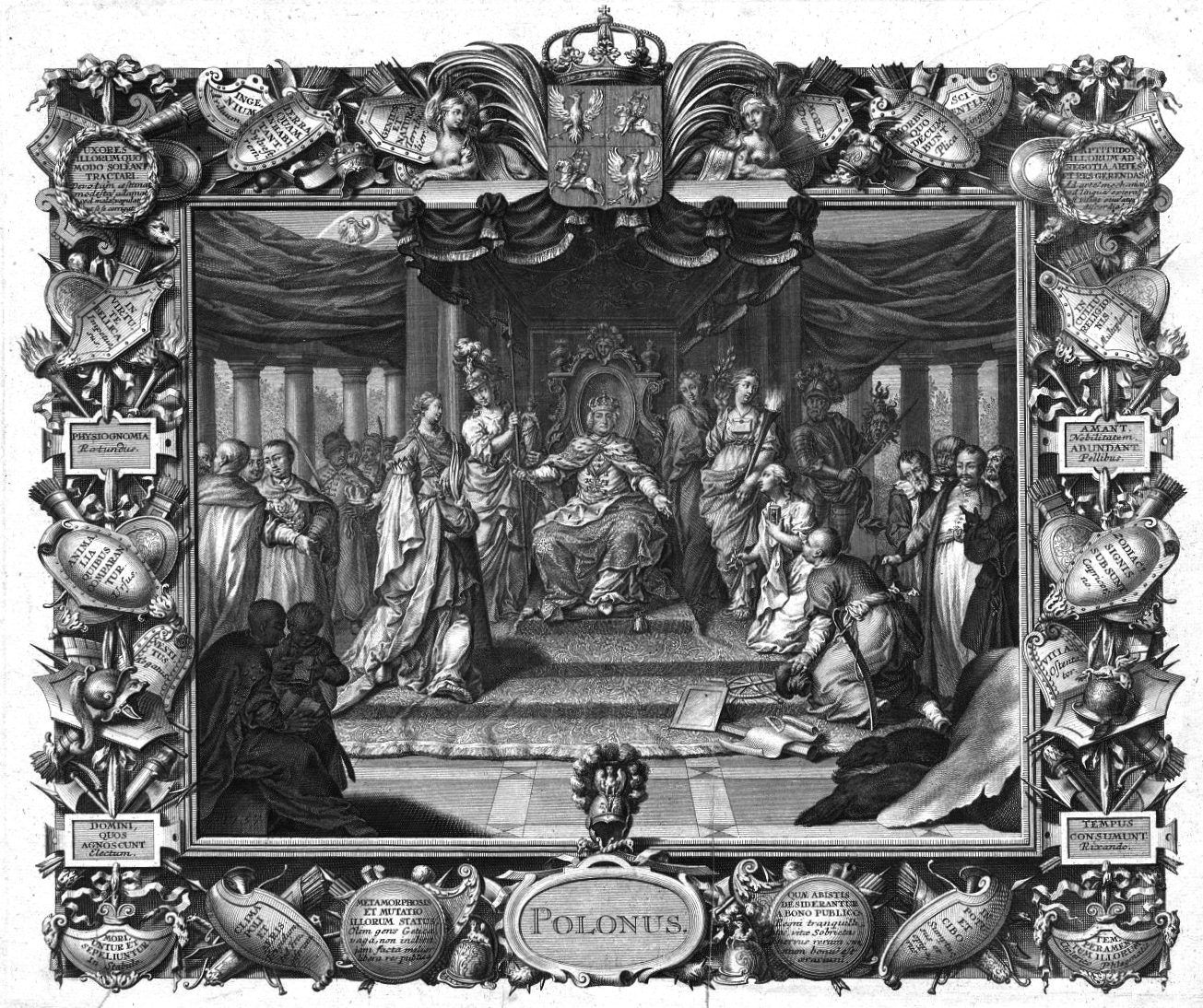
Allegorie des „Polen“ (18. Jahrhundert)

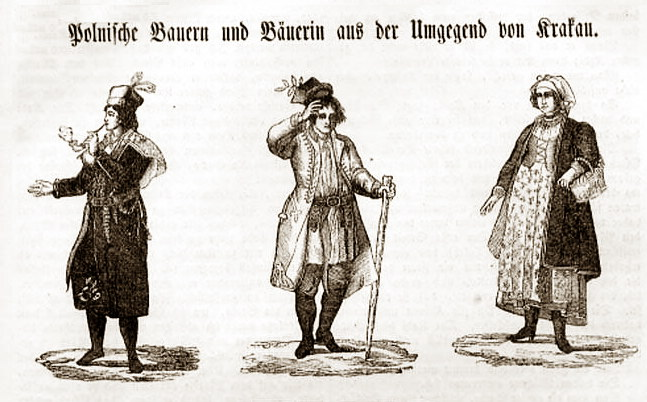
Polnische Bauern und eine Bäuerin aus der Umgebung von Krakau, sogenannte Krakowiacy, von 1852 (Kleinpolen)

Die Polen sind eine westslawische Ethnie. Sie stellen in der Republik Polen etwa 95 Prozent der Gesamtbevölkerung. Daneben gibt es polnische Minderheiten in Litauen, Belarus und der Ukraine sowie eine weltweit verbreitete polnische Diaspora insbesondere in Mittel- und Westeuropa sowie Nord- und Südamerika.
Polen sprechen das zum lechischen Sprachzweig der westslawischen Sprachen gehörende Polnisch. Im Frühmittelalter pagan, gehören sie in ihrer Mehrheit seit der Christianisierung im 10. Jahrhundert der römisch-katholischen Kirche an. Konfessionelle Minderheiten bilden jedoch auch Anhänger der orthodoxen Kirche und des Protestantismus. Religiöse Minderheiten bilden die Juden und die Muslime, darunter die autochthone Gruppe der weitgehend polonisierten muslimischen Lipka-Tataren.
Die Bezeichnung „Polen“ (polnisch „Polacy“) leitet sich vom indogermanischen Wort „pele“ für deutsch „Feld“ ab; gleich wie seine semantischen Äquivalente „Champagne“, „Kampanien“ oder das Suffix „-falen“. „Inter Alpes Huniae et Oceanum est Polonia, sic dicta in eorum idiomate quasi Campania“, schrieb 1211 der Rechtsgelehrte Gervasius von Tilbury in seinem Otia Imperalia. Demnach ist der Name Polens von den „Feldbewohnern“ abgeleitet.

## Entstehung und Siedlungsgebiet

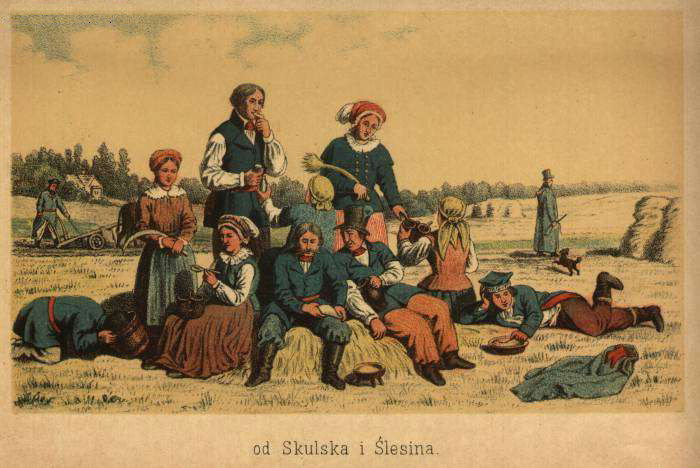
Polnische Bauern und Bäuerinnen aus der Umgebung von Kalisz (Großpolen), Lithografie von 1881

Entstanden sind die Polen im Frühmittelalter in Mitteleuropa in Folge der Vereinigung westslawischer Stämme unter der Herrschaft des Geschlechts der Piasten, die selbst dem Stamm der Polanen angehörten. Deren ursprüngliches Siedlungsgebiet rund um die Warthe und die Netze zwischen den Städten Posen (Poznań) und Gnesen (Gniezno) wurde um Siedlungsgebiete der Wislanen und Masowier zwischen den Städten Krakau (Kraków) und Warschau (Warszawa) entlang der Weichsel erweitert. Später fielen auch die Pomeranen und Slensanen sowie weitere kleinere Stämme unter den Einflussbereich der Piasten.
Mit der Gründung Polen-Litauens unter der Herrschaft des Geschlechts der Jagiellonen kam es zu einer teilweisen Polonisierung weiterer Gebiete in Osteuropa. Zudem siedelten viele Polen im Gebiet des heutigen südöstlichen Litauen, der heutigen Westhälfte von Belarus, dem heutigen westlichen Drittel der Ukraine, dem heutigen Nordosten Tschechiens und den heutigen nördlichen Grenzregionen der Slowakei.
Im 19. Jahrhundert siedelten mit der Industrialisierung viele Polen im Ruhrgebiet (siehe Ruhrpolen) und in den industriellen Zentren Österreich-Ungarns. Nach dem Zweiten Weltkrieg wurden die Polen aus Ostpolen, das nun zur Sowjetunion gehörte, aus ihrer Heimat vertrieben und in den sogenannten Wiedergewonnenen Gebieten (Hinterpommern, in Ostpreußen mit Ermland und Masuren, Pommerellen und Danzig, Ostbrandenburg, Niederschlesien sowie Oberschlesien) anstelle der zuvor daraus vertriebenen deutschen Bevölkerung angesiedelt.
Durch kulturhistorische Besonderheiten sind im Laufe der Geschichte innerhalb der Ethnie der Polen neue eigenständige Volksgruppen entstanden. Hierzu zählen die Goralen, die Masuren und die Schlesier. Nur noch 51 Prozent der Letztgenannten sehen sich laut einer Volkszählung von 2011 zugleich als Polen, dafür betrachten sich ganze 93 Prozent der als eigene Ethnie geltenden Kaschuben auch als Polen.

## Polnische Diaspora
In den letzten 200 Jahren wanderten Polen in verschiedene Teile der Welt aus, wo sie sich verschieden stark assimilierten.
Schätzungen gehen davon aus, dass es weltweit 44 bis 60 Millionen Polen gibt.
Als historische und anerkannte nationale Minderheiten leben Polen in vielen mittel- und osteuropäischen Ländern: Lettland (2,5 % der Bevölkerung), Litauen (6,74 %), Slowakei (0,1 %), Tschechien (0,5 %), Ukraine (0,45 %), Ungarn (3800), Belarus (4 %). Viele Polen sind in westeuropäische Länder ausgewandert.
Weitere Ziele polnischer Auswanderer waren Brasilien (1 Mio. Polnischstämmige), Frankreich (1 Mio., eine der bekanntesten Angehörigen war Marie Curie), Deutschland (2 Mio. Polnischstämmige), Kasachstan (25.000), die USA (10,6 Mio. Polish Americans) und Kanada (650.000). Ferner leben in Großbritannien etwa 850.000 Menschen polnischer Abstammung und in Irland seit dem EU-Beitritt Polens etwa 120.000 Einwanderer. Außerdem wohnen Polen auch in Argentinien, Südafrika, Australien, Russland, Rumänien, Schweden, Belgien, Dänemark, den Niederlanden, Österreich, Griechenland und Italien. In Island und Norwegen stellen sie die größte Minderheit dar.
Die Zahl von Polen in Frankreich wird mit 1.050.000 und in Kanada mit 800.000 angegeben. Von den über 10 Millionen polnischstämmigen US-Amerikanern (amerikanische Volkszählung von 2000) sprechen nur noch 667.414 Personen (0,25 % der Bevölkerung) zu Hause polnisch.
Große Teile der polnischen Auswanderer haben sich im Laufe der Zeit assimiliert. Werden alle Menschen einbezogen, die in den letzten 150 Jahren einen polnischen Vorfahren hatten, ergibt dies eine Gesamtzahl von über 100 Millionen Menschen.
Für die Mitglieder der polnischen Diaspora wurde eine Urkunde eingeführt, die die Angehörigkeit ihres Besitzers zum polnischen Volk bestätigt: die Karta Polaka.

### Polen in Deutschland
Die Zahl der derzeit in der Bundesrepublik Deutschland wohnenden Polen lässt sich nicht exakt beziffern. Nach dem Zensus 2011 leben zwei Millionen Menschen mit polnischem Migrationshintergrund in Deutschland. Auch in Polen geht man von zwei Millionen (Schätzwerte der Stiftung Wspólnota Polska, 2007) Menschen mit einer ganz oder teilweise polnischen ethnischen, kulturellen oder sprachlichen Identität aus. Die Zahl der Personen mit ausschließlich polnischer Staatsbürgerschaft liegt bei 740.962 (2015); zudem leben etwa 690.000 (2011) Personen mit deutscher und polnischer Staatsangehörigkeit in Deutschland.

### Polen auf dem Gebiet der ehemaligen Sowjetunion
1992 lebten in den Nachfolgestaaten der Sowjetunion schätzungsweise 1,13 Millionen Polen, die meisten davon in Litauen, Belarus und der Ukraine (vergleiche mit den Zahlen oben).
Seit dem 14. Jahrhundert sind Polen in diese zum polnisch-litauischen Reich gehörenden Gebiete eingewandert. Sie bildeten bis ins 20. Jahrhundert die politisch und sozialökonomisch dominierende Schicht in Gebieten des heutigen Litauens, der Ukraine und von Belarus. Aufgrund der drei Teilungen von Polen-Litauen zwischen 1772 und 1795 kam der größte Teil zum russischen Reich, das polnische Kerngebiet wurde zunächst Kongresspolen, dann Weichselgebiet genannt. Die ab 1918 erstandene Zweite Polnische Republik erlangte in mehreren Kriegen Gebietszuwächse mit mehrheitlich polnischsprachigen Regionen im Osten, verlor diese Gebiete 1939 aber wieder infolge des Hitler-Stalin-Paktes, und endgültig 1945 durch den mit der Sowjetunion geschlossenen Grenzvertrag. Die meisten dort lebenden Polen wurden anschließend in die neuen Westgebiete der Volksrepublik Polen umgesiedelt, ein anderer Teil verblieb jedoch in der ehemaligen Heimat. Noch heute gibt es starke polnische Minderheiten in Litauen und in Belarus, daneben auch kleinere Gruppen in der Ukraine und anderen Nachfolgestaaten der Sowjetunion. Hervorzuheben sind hier die Polnische Minderheit in Litauen und die Polnische Minderheit in Belarus.

### Polen in Ungarn
Die polnische Minderheit in Ungarn war in der Mitte des 19. Jahrhunderts sehr bevölkerungsreich. Die erste permanente Sonntagsschule wurde 1922 gegründet. Während des Zweiten Weltkrieges gab es in Ungarn 27 polnische Grundschulen und – einzigartig in Europa – eine polnische Hochschule und ein Lyceum in Balatonboglár. Von offizieller Seite wird die heutige Anzahl der Polen in Ungarn mit 3.800 angegeben, während Minderheitenorganisationen die Anzahl auf 10.000 schätzen.